# NGC 2362
NGC 2362 ist ein Offener Sternhaufen Trumpler-Typ I3p im Sternbild Großer Hund südlich des Himmelsäquators. Sein hellster Stern ist Tau Canis Majoris, deshalb wird er manchmal auch als das Tau Canis Majoris Cluster bezeichnet. Er hat eine Winkelausdehnung von 6' × 6' und eine scheinbare Helligkeit von 3,8 mag. Der Haufen  ist rund 5000 Lichtjahre vom Sonnensystem entfernt, sein Alter wird auf 4–5 Millionen Jahre geschätzt.
Entdeckt wurde das Objekt vor 1654 von Giovanni Battista Hodierna. Wiederentdeckt am 4. März 1783 von William Herschel.